# 사이트와이
사이트와이(영어: Sci-Twi)는 마이 리틀 포니: 이퀘스트리아 걸스의 주인공이다.